# 빌리빌리
빌리빌리(영어: bilibili, 중국어: 嗶哩嗶哩)는 중화인민공화국의 UCC 웹페이지이다.
BiliBili란 중국의 Z세대(지우링허우: 1990년 이후 출생)가 가장 선호하는 문화 커뮤니티 동영상 플랫폼으로 2006년 6월 26일 만들어졌고, 중국판 유튜브로 불리고 있다.
초기에는 애니메이션, 만화, 게임 콘텐츠를 창작하고 공유하는 사이트였지만 현재 생활, 오락, 게임, 애니메이션, 과학기술 등이 bilibili의 주요 콘텐츠를 구성하고 있고 라이브방송 등 기타 영역도 개설되었다.

2009년 비주류 문화로 취급되던 2차원 문화 플랫폼을 기반으로 출범한 bilibili는 최근 중국의 Z세대를 중심으로 급격하게 인기를 끌고 있는 플랫폼이고 2D 콘텐츠와 동영상 스트리밍 서비스의 인기를 바탕으로 2016년 부터 급 성장해오고 있다.
최근 이러한 인기를 반영해 샤넬, 구찌 등 명품 브랜드를 비롯한 샤오미 등의 신제품 홍보가 진행될 만큼 중요한 동영상 플랫폼으로 성장했다.

유튜브는 알고리즘 기반으로 운영돼 사용자에게 동영상을 추천하는 서비스를 제공하지만 빌리빌리는 카테고리를 명확하게 구분해 사용자의 선호도와 기호에 따른 선택을 유도하는 시스템을 기반으로 한다. 또한 비리비리는 영상 중간에 송출되는 광고를 없애 시청자가 광고로부터 방해받지 않게 했다. 광고 카테고리를 따로 만들어 광고 후 바로 타오바오와 같은 판매 사이트와 연결되게 하는 방식으로 운영하고 있다.

2009년 비주류 문화로 취급되던 2차원 문화 플랫폼을 기반으로 출범한 bilibili는 최근 중국의 Z세대를 중심으로 급격하게 인기를 끌고 있는 플랫폼이고 2D 콘텐츠와 동영상 스트리밍 서비스의 인기를 바탕으로 2016년 부터 급 성장해오고 있다.
최근 이러한 인기를 반영해 샤넬, 구찌 등 명품 브랜드를 비롯한 샤오미 등의 신제품 홍보가 진행될 만큼 중요한 동영상 플랫폼으로 성장했다.

유튜브는 알고리즘 기반으로 운영돼 사용자에게 동영상을 추천하는 서비스를 제공하지만 빌리빌리는 카테고리를 명확하게 구분해 사용자의 선호도와 기호에 따른 선택을 유도하는 시스템을 기반으로 한다. 또한 비리비리는 영상 중간에 송출되는 광고를 없애 시청자가 광고로부터 방해받지 않게 했다. 광고 카테고리를 따로 만들어 광고 후 바로 타오바오와 같은 판매 사이트와 연결되게 하는 방식으로 운영하고 있다.
비리비리의 콘텐츠는 전통적인 동영산 형식이아닌 UCC를 핵심으로한다. 즉 사용자가 직접 기획, 제작한 고품질 동영상을 활용하는 것이다.

## 사건
- 게임 방송 금지

자사 플랫폼에서 세계적으로 인기를 얻은 게임인 그랜드 테프트 오토(GTA) 등 60여개 게임에 관한 방송을 하는 것을 금지했다. 이는 폭력적이고 선정적인 게임을 금지하는 중국 당국 지침을 집행하기 위한 차원의 조치이다.
비리비리 스트리밍 사업부는 11일 공고를 내고 GTA5, 더 위쳐 3: 와일드 헌트, 하츠 오브 아이언, 월드 오브 탱크 등 60여개 게임과 관련된 방송을 금지한다고 밝혔다.
비리비리는 이런 조처가 금지된 내용이 담긴 게임을 제공하지 말라는 문화부의 요구에 따른 것이라면서 폭력적이고 선정적인 내용의 게임 방송을 금지하고 자율 심사를 강화해 온라인 스트리밍 질서를 유지하겠다고 덧붙였다.

## 같이 보기
- 니코니코 동화